# Krupski Młyn (gromada)
Krupski Młyn – dawna gromada, czyli najmniejsza jednostka podziału terytorialnego Polskiej Rzeczypospolitej Ludowej w latach 1954–1972.
Gromady, z gromadzkimi radami narodowymi (GRN) jako organami władzy najniższego stopnia na wsi, funkcjonowały od reformy reorganizującej administrację wiejską przeprowadzonej jesienią 1954 do momentu ich zniesienia z dniem 1 stycznia 1973, tym samym wypierając organizację gminną w latach 1954–1972.
Gromadę Krupski Młyn z siedzibą GRN w Krupskim Młynie utworzono – jako jedną z 8759 gromad na obszarze Polski – w powiecie strzeleckim w woj. opolskim, na mocy uchwały nr VII/30/54 WRN w Opolu z dnia 4 października 1954. W skład jednostki weszła osada Krupski Młyn z dotychczasowej gromady Borowiany oraz lasy o obszarze 1,229,09 ha z dotychczasowej gromady Żędowice ze zniesionej gminy Kielcza w tymże powiecie. Dla gromady ustalono 11 członków gromadzkiej rady narodowej.
1 stycznia 1956 gromadę włączono do powiatu tarnogórskiego w woj. stalinogrodzkim, gdzie równocześnie została zniesiona w związku z nadaniem jej statusu osiedla.
29 lutego 1956 do osiedla Krupski Młyn przyłączono też miejscowość Ziętek z gromady Potępa w powiecie tarnogórskim, a 31 grudnia 1961 – po zniesieniu tej gromady – miejscowość Potępa.
1 stycznia 1973 osiedle Krupski Młyn zniesiono, równocześnie aktywując w powiecie tarnogórskim w woj. katowickim gminę Krupski Młyn.